# Stor strandiris
Stor strandiris (Iris delavayi) är en irisväxtart som beskrevs av Marc Micheli. Enligt Catalogue of Life ingår Stor strandiris i släktet irisar och familjen irisväxter, men enligt Dyntaxa är tillhörigheten istället släktet irisar och familjen irisväxter. Arten förekommer tillfälligt i Sverige, men reproducerar sig inte. Inga underarter finns listade i Catalogue of Life.